# فهرست کشورها بر پایه دریافت سرمایه‌گذاری مستقیم خارجی در گذشته
این فهرست شامل سرمایه‌گذاری مستقیم خارجی سهام کشورهای جهان، سطح سرمایه گذاری مستقیم خارجی انباشته شده در طول سال‌های گذشته است. آمارها بر اساس نرخ رسمی ارز دلار آمریکا محاسبه شده، و بر اساس کتاب حقایق جهان منتشر شده‌است.
| رتبه | کشور                | سرمایه گذاری مستقیم خارجی (دلار امریکا) |
| ---- | ------------------- | --------------------------------------- |
| ۱    | ایالات متحده آمریکا | ۱٬۸۱۸٬۰۰۰٬۰۰۰٬۰۰۰                       |
| ۲    | بریتانیا            | ۱٬۱۳۵٬۰۰۰٬۰۰۰٬۰۰۰                       |
| ۳    | هنگ کنگ             | ۷۶۹٬۱۰۰٬۰۰۰٬۰۰۰                         |
| ۴    | آلمان               | ۷۶۳٬۹۰۰٬۰۰۰٬۰۰۰                         |
| ۵    | چین                 | ۶۹۹٬۵۰۰٬۰۰۰٬۰۰۰                         |
| ۶    | فرانسه              | ۶۹۷٬۴۰۰٬۰۰۰٬۰۰۰                         |
| ۷    | بلژیک               | ۶۳۳٬۵۰۰٬۰۰۰٬۰۰۰                         |
| ۸    | هلند                | ۴۵۰٬۹۰۰٬۰۰۰٬۰۰۰                         |
| ۹    | اسپانیا             | ۴۳۹٬۴۰۰٬۰۰۰٬۰۰۰                         |
| ۱۰   | کانادا              | ۳۹۸٬۴۰۰٬۰۰۰٬۰۰۰                         |
| ۱۱   | ایتالیا             | ۲۹۴٬۸۰۰٬۰۰۰٬۰۰۰                         |
| ۱۲   | استرالیا            | ۲۴۶٬۲۰۰٬۰۰۰٬۰۰۰                         |
| ۱۳   | مکزیک               | ۲۳۶٬۲۰۰٬۰۰۰٬۰۰۰                         |
| ۱۴   | سوئیس               | ۲۳۲٬۵۰۰٬۰۰۰٬۰۰۰                         |
| ۱۵   | برزیل               | ۲۱۴٬۳۰۰٬۰۰۰٬۰۰۰                         |
| ۱۶   | سوئد                | ۱۹۹٬۶۰۰٬۰۰۰٬۰۰۰                         |
| ۱۷   | سنگاپور             | ۱۸۹٬۷۰۰٬۰۰۰٬۰۰۰                         |
| ۱۸   | جمهوری ایرلند       | ۱۷۹٬۰۰۰٬۰۰۰٬۰۰۰                         |
| ۱۹   | دانمارک             | ۱۳۸٬۴۰۰٬۰۰۰٬۰۰۰                         |
| ۲۰   | کره جنوبی           | ۱۱۸٬۰۰۰٬۰۰۰٬۰۰۰                         |
| ۲۱   | لهستان              | ۱۰۴٬۲۰۰٬۰۰۰٬۰۰۰                         |
| ۲۲   | مجارستان            | ۹۶٬۶۱۰٬۰۰۰٬۰۰۰                          |
| ۲۳   | روسیه               | ۹۰٬۷۲۰٬۰۰۰٬۰۰۰                          |
| ۲۴   | ژاپن                | ۸۸٬۶۲۰٬۰۰۰٬۰۰۰                          |
| ۲۵   | پرتغال              | ۸۵٬۵۲۰٬۰۰۰٬۰۰۰                          |
| ۲۶   | ترکیه               | ۸۴٬۵۳۰٬۰۰۰٬۰۰۰                          |
| ۲۷   | شیلی                | ۸۴٬۰۷۰٬۰۰۰٬۰۰۰                          |
| ۲۸   | مالزی               | ۷۷٬۷۰۰٬۰۰۰٬۰۰۰                          |
| ۲۹   | جمهوری چک           | ۷۷٬۴۶۰٬۰۰۰٬۰۰۰                          |
| ۳۰   | آفریقای جنوبی       | ۷۷٬۳۵۰٬۰۰۰٬۰۰۰                          |
| ۳۱   | تایلند              | ۶۹٬۰۶۰٬۰۰۰٬۰۰۰                          |
| ۳۲   | هند                 | ۶۷٬۷۲۰٬۰۰۰٬۰۰۰                          |
| ۳۳   | اتریش               | ۶۶٬۳۲۰٬۰۰۰٬۰۰۰                          |
| ۳۴   | فنلاند              | ۶۴٬۱۸۰٬۰۰۰٬۰۰۰                          |
| ۳۵   | نیوزیلند            | ۶۳٬۱۲۰٬۰۰۰٬۰۰۰                          |
| ۳۶   | آرژانتین            | ۶۰٬۰۴۰٬۰۰۰٬۰۰۰                          |
| ۳۷   | نروژ                | ۵۶٬۷۰۰٬۰۰۰٬۰۰۰                          |
| ۳۸   | اسرائیل             | ۴۷٬۳۹۰٬۰۰۰٬۰۰۰                          |
| ۳۹   | ونزوئلا             | ۴۵٬۴۰۰٬۰۰۰٬۰۰۰                          |
| ۴۰   | کلمبیا              | ۴۵٬۰۱۰٬۰۰۰٬۰۰۰                          |
| ۴۰   | تایوان              | ۴۴٬۸۸۰٬۰۰۰٬۰۰۰                          |
| ۴۲   | امارات متحده عربی   | ۴۲٬۵۸۰٬۰۰۰٬۰۰۰                          |
| ۴۳   | یونان               | ۴۱٬۳۲۰٬۰۰۰٬۰۰۰                          |
| ۴۴   | رومانی              | ۴۰٬۶۹۰٬۰۰۰٬۰۰۰                          |
| ۴۵   | مصر                 | ۳۷٬۶۶۰٬۰۰۰٬۰۰۰                          |
| ۴۶   | نیجریه              | ۳۱٬۶۶۰٬۰۰۰٬۰۰۰                          |
| ۴۷   | قزاقستان            | ۲۹٬۸۲۰٬۰۰۰٬۰۰۰                          |
| ۴۸   | ویتنام              | ۲۶٬۲۷۰٬۰۰۰٬۰۰۰                          |
| ۴۹   | مراکش               | ۲۳٬۵۰۰٬۰۰۰٬۰۰۰                          |
| ۵۰   | اندونزی             | ۲۱٬۹۱۰٬۰۰۰٬۰۰۰                          |
| ۵۱   | تونس                | ۲۱٬۲۲۰٬۰۰۰٬۰۰۰                          |
| ۵۲   | اوکراین             | ۲۱٬۱۹۰٬۰۰۰٬۰۰۰                          |
| ۵۳   | بلغارستان           | ۲۰٬۸۶۰٬۰۰۰٬۰۰۰                          |
| ۵۴   | پرو                 | ۱۹٬۳۶۰٬۰۰۰٬۰۰۰                          |
| ۵۵   | اسلواکی             | ۱۹٬۰۸۰٬۰۰۰٬۰۰۰                          |
| ۵۶   | کرواسی              | ۱۸٬۳۳۰٬۰۰۰٬۰۰۰                          |
| ۵۷   | آنگولا              | ۱۷٬۶۰۰٬۰۰۰٬۰۰۰                          |
| ۵۸   | فیلیپین             | ۱۶٬۳۷۰٬۰۰۰٬۰۰۰                          |
| ۵۹   | استونی              | ۱۶٬۳۲۰٬۰۰۰٬۰۰۰                          |
| ۶۰   | اکوادور             | ۱۴٬۶۷۰٬۰۰۰٬۰۰۰                          |
| ۶۱   | پاکستان             | ۱۴٬۶۷۰٬۰۰۰٬۰۰۰                          |
| ۶۲   | الجزایر             | ۱۴٬۳۷۰٬۰۰۰٬۰۰۰                          |
| ۶۳   | جمهوری آذربایجان    | ۱۲٬۵۸۰٬۰۰۰٬۰۰۰                          |
| ۶۴   | بحرین               | ۱۱٬۵۵۰٬۰۰۰٬۰۰۰                          |
| ۶۵   | کوبا                | ۱۱٬۲۴۰٬۰۰۰٬۰۰۰                          |
| ۶۶   | لیتوانی             | ۱۰٬۹۴۰٬۰۰۰٬۰۰۰                          |
| ۶۷   | جمهوری دومینیکن     | ۱۰٬۶۷۰٬۰۰۰٬۰۰۰                          |
| ۶۸   | قطر                 | ۱۰٬۶۳۰٬۰۰۰٬۰۰۰                          |
| ۶۹   | اردن                | ۸٬۱۵۴٬۰۰۰٬۰۰۰                           |
| ۷۰   | اسلوونی             | ۷٬۴۵۹٬۰۰۰٬۰۰۰                           |
| ۷۱   | کاستاریکا           | ۶٬۸۹۷٬۰۰۰٬۰۰۰                           |
| ۷۲   | لتونی               | ۶٬۴۱۸٬۰۰۰٬۰۰۰                           |
| ۷۳   | السالوادور          | ۴٬۳۷۷٬۰۰۰٬۰۰۰                           |
| ۷۴   | ایران               | ۴٬۳۴۵٬۰۰۰٬۰۰۰                           |
| ۷۵   | لیبی                | ۴٬۳۰۵٬۰۰۰٬۰۰۰                           |
| ۷۶   | بنگلادش             | ۴٬۲۰۸٬۰۰۰٬۰۰۰                           |
| ۷۷   | کنیا                | ۱٬۱۶۹٬۰۰۰٬۰۰۰                           |
| ۷۸   | کویت                | ۸۱۸٬۰۰۰٬۰۰۰                             |